# Андрущенко, Николай Степанович
Никола́й Степа́нович Андру́ще́нко (10 сентября 1943, Лениногорск, Казахская ССР — 19 апреля 2017, Санкт-Петербург, Российская Федерация) — советский и российский физик, государственный деятель, журналист, специализировался на правозащите, криминальной хронике и экономике, соучредитель газеты «Новый Петербургъ», депутат Ленсовета — Петросовета (1990—1993), депутат Дзержинского районного совета Ленинграда.
В 2008 году в знак протеста против применяемых к нему методов пресечения его деятельности отказался от российского гражданства.

## Биография
Родился в крестьянской семье, в городе Лениногорск. Его отец после раскулачивания родного украинского села в период голода на Украине и смерти от голода его отца — деда Николая Степановича — приехал на заработки в Ленинград в 14-летнем возрасте вместе со своим двоюродным братом. Впоследствии другом его отца был генерал-полковник КГБ СССР Семён Кузьмич Цвигун, который был для Николая как крёстный отец и многое ему рассказывал.
В 1969 году окончил физический факультет ЛГУ. В 1975 году также окончил Академию внешней торговли, свободно владел шведским и английским языками.
Доктор физико-математических наук.

## Работа и бизнес
Многие годы являлся сотрудником различных научно-исследовательских институтов, а также в объединении ЛОМО. Работал в оборонной промышленности, внешней торговле.
Работал в Финляндии и в Швеции, занимался привлечением шведских инвестиций, шведских бизнесменов, шведских товаров на ленинградский, а затем петербургский рынок.
Был помощником директора «Ленфинторга» по связям со странами Скандинавии.
На рубеже 1999—2000 был свидетелем того, как приватизация объединения, по словам генерального директора Александра Аникина, «натолкнулась на мощное противодействие криминального мира».

## Деятельность
Утверждал, что демонстративно вышел из рядов ВЛКСМ в студенческие годы, после чего был отчислен из университета, который впоследствии смог закончить заочно.
В годы советской власти неоднократно избирался депутатом Дзержинского районного Совета Ленинграда. Утверждал, что по политическим мотивам трижды становился пациентом психлечебницы и однажды оказался в тюрьме.
В марте 1990 года был избран депутатом Ленсовета 21-го созыва и работал в нём до момента роспуска Петросовета 21 декабря 1993 года указом Б. Н. Ельцина.
Действительный государственный советник Санкт-Петербурга 3 класса.
В августе 1991 года поддержал путч ГКЧП, «выехал навстречу псковской дивизии, чтоб проводить её в Ленинград, арестовать ярых депутатов Ленсовета, как Марина Салье, чтобы восстановить законную власть».
Был членом организаций: Союз потребителей Санкт-Петербурга, Ассоциация жертв преступлений, Партия самоуправления трудящихся.
После роспуска Петросовета в 1993 году вернулся на ЛОМО: «Там уже не было ни цеха, ни лаборатории. И я пришёл в ту редакцию, в которой раньше эпизодически, ради удовольствия писал статьи и организовал там отдел криминальной хроники.»
Работал членом редколлегии газеты «Новый Петербург».
В 2007 году опубликовал статью «Почему мы пойдем 25 ноября на Марш несогласных». Номер «Нового Петербурга» со статьёй сначала отказалась печатать типография, а когда он все же был напечатан в другой, весь тираж был арестован сотрудниками милиции. 29 ноября выпуск газеты был приостановлен: Россвязьохранкультура обнаружила признаки «разжигания межнациональной розни» в двух материалах, в том числе статье Николая Андрущенко. Впоследствии экспертиза статьи указала, что «в тексте имеются признаки экстремистской деятельности».
23 ноября 2007 года Андрущенко был арестован по обвинению по статье «Воспрепятствование судебному производству». Находился несколько дней в следственном изоляторе в состоянии гипертонического криза без оказания медицинской помощи и в камере с температурой ноль градусов. В результате здоровье Андрущенко было серьёзно подорвано: за время содержания в СИЗО Андрущенко ослеп на левый глаз, а также получил серьёзное заболевание сосудов сердца.
Никакой реакции властей на его жалобы не последовало, и в феврале 2008 года он принял решение отказаться от российского гражданства в знак протеста против пыток и издевательств.
В мае 2008 года, по окончании следствия, Андрущенко освободили под подписку о невыезде. В июне 2009 года Дзержинский райсуд Петербурга оправдал его по первоначально вмененным обвинениям, дал год условно по обвинению в экстремизме, освободив от наказания за истечением срока давности, и оштрафовал на 20 тысяч рублей, объявив виновным в оскорблении прокурора. В октябре того же года, рассмотрев кассационную жалобу журналиста, Петербургский горсуд освободил его и от уплаты штрафа — также за истечением срока давности.
5 июля 2010 года распоряжением Министерства юстиции из Федерального списка экстремистских материалов были изъяты три статьи Андрущенко в газете «Новый Петербургъ», внесённые туда решением Дзержинским районным судом Санкт-Петербурга 16 октября 2008 года:
1. Андрущенко Н. «Лихие были времена, но не было подлее» // Новый Петербургъ. 2006. № 50 (814).
2. Андрущенко Н. «Пора покупать оружие. Как путинские опричники убивают душу и веру» // Новый Петербургъ. 2007. 21 июня.
3. Андрущенко Н. «Почему мы пойдем 25 ноября на Марш несогласных» // Новый Петербургъ. 2007. 15 ноября.

Это было первое официальное объявление о каком-то изъятии материалов из списка. Андрущенко сначала удалось восстановить право на кассацию (так как в 2008 году запрет материалов проходил без его присутствия), а затем Дзержинский районный суд повторно рассмотрел вопрос о признании материалов экстремистскими и отказал прокуратуре в удовлетворении иска. Один из этих судов завершился 28 января, а второй — 18 февраля 2010 года.
В течение нескольких лет после нахождения в СИЗО он приходил в себя, потом опять возобновил свои публикации.
В декабре 2014 года в интервью радио Свобода Андрущенко сказал, что он продолжал два дела Юрия Шутова: «Первое — анализ итогов приватизации [в Санкт-Петербурге], и могу сказать, что, следуя общеевропейскому законодательству, приватизацию многих зданий можно отменить. И второе — я входил в неофициальную комиссию, которая готовила суд над КГБ, но нам не удалось этого сделать.»

## Нападения и гибель
Одно из последних расследований Андрущенко привело к тому, что на него несколько раз нападали. По словам главного редактора «Нового Петербурга» Дениса Усова, Андрущенко занимался делом генерала-майора МВД Александра Пантелеева, встречался лично с ним, они готовили статью о расследовании взаимоотношений высокопоставленных чиновников МВД и ФСБ в Петербурге. Андрущенко рассказывал, что именно эти документы, которые лежали в основе готовящейся публикации, в конце февраля у него требовали какие-то люди, которые его подкарауливали возле дома, и после отказа несколько раз ударили его и убежали.
9 марта 2017 года он шёл на деловую встречу и на него напали неизвестные, нанеся черепно-мозговую травму. Его доставили в Мариинскую больницу, где ввели в медицинскую кому.
Главный редактор «Нового Петербурга» Денис Усов предположил, что нападение произошло из-за острых публикаций издания о протестных акциях, показной борьбе властей с коррупцией, воспоминаний журналиста Дмитрия Запольского о связях «бандитского Петербурга» с властями города в 1990-е годы. Как отмечала директор «Нового Петербурга» Алевтина Агеева, «полиция вряд ли приложит много усилий к расследованию, поскольку Андрущенко много писал как раз о произволе в полиции и его не любили за непримиримость». Как сообщил Лайфу источник в полиции, в ходе полицейской проверки по данному инциденту было установлено, что Андрущенко в состоянии алкогольного опьянения упал и сильно ударился головой.
19 апреля 2017 года Николай Андрущенко умер.
Журнал Spiegel сравнил его гибель с убийствами журналистки Анны Политковской и оппозиционера Бориса Немцова.

## Личная жизнь
Был женат, в браке у него родились дочь и сын.
Его хобби: живопись, фотография, садоводство, охота.

## Публикации
- 207 статей по физике и экономике в научных журналах. 53 авторских свидетельства[25].